# Loi des rendements décroissants
En économie, la loi des rendements décroissants énonce le principe selon lequel le rendement marginal (ou productivité marginale) obtenu par l'utilisation d'un facteur de production supplémentaire (le capital ou le travail) diminue, toutes choses égales par ailleurs. Le facteur de production est traditionnellement le travail ou le capital, mais le raisonnement a été étendu à d'autres champs. 
Elle est aussi connue sous le nom de la loi des proportions variables, loi des rendements non proportionnels ou loi des rendements marginaux décroissants. 

## Histoire
Le concept des rendements décroissants trouve son origine dans les travaux de Turgot, Von Thünen[réf. à confirmer], et David Ricardo. 
Dès 1768, Turgot décrit les rendements décroissants en ces termes : 
« Les productions ne peuvent être exactement proportionnelles aux avances; elles ne le sont même pas, placées dans le même terrain, et l'on ne peut jamais supposer que des avances doubles donnent un produit double. 

[...] dans l'état de la bonne culture ordinaire, les avances annuelles rapportent 250 pour 100, il est plus que probable qu'en augmentant par degrés les avances depuis ce point jusqu'à celui où elles ne rapporteraient rien, chaque augmentation serait de moins en moins fructueuse [...] »
— Anne Robert Jacques Turgot, Observations sur le mémoire de M. De Saint-Péravy
Au XIXe siècle, les économistes se concentrent notamment sur la terre en tant que facteur de production (comme Malthus). L'enjeu était de comprendre comment l’accroissement de la population (8 à 30 % selon les pays) pouvait être nourri, afin d'éviter la trappe malthusienne. La question de la productivité est donc posée. Si la terre exploitée augmente, la production augmentera aussi, mais de moins en moins rapidement, car les terres mises en culture sont de moins en moins fertiles. 

En 1817, David Ricardo donne l'exemple suivant dans ses Principes de l'économie politique et de l'impôt :
« Quand une terre de qualité encore inférieure est mise en exploitation, une rente est immédiatement appliquée aux terres de la seconde qualité et celle-ci est également proportionnelle aux différences de productivité de ces deux terres. Par contre-coup, la rente des terres de qualité supérieure va elle aussi augmenter parce qu'elle doit être supérieure à celle de la terre de qualité intermédiaire du montant égal à la différence de quantité de capital et de travail (pour l'exploiter). 

Avec chaque accroissement de la population, qui contraint un pays à exploiter des terres de qualité inférieure afin d'augmenter la production alimentaire, la rente sur les terres fertiles va croître. »
— David Ricardo, Des principes de l'économie politique et de l'impôt
Cette loi est ensuite reprise dans le cadre de la production industrielle, pour laquelle les deux facteurs de productions étudiés sont le travail et le capital. Lorsqu'un de ces facteurs de production augmente mais pas les autres, la production augmente et la production marginale diminue. 

## Explication

### Explication générale
La loi peut s'énoncer le plus simplement de la manière suivante : lorsqu’on augmente la quantité utilisée d’un facteur, au-delà d’un certain niveau, la production augmente de moins en moins.
Prenons l'exemple d'un champ de pommes de terre avec deux tracteurs (reste donc constant), avec un nombre variable de travailleurs (facteur travail). Une augmentation du nombre de travailleurs permet d'augmenter la récolte (production) de pommes de terre de manière absolue. Mais cette augmentation décroît après l'ajout du deuxième travailleur, car chaque travailleur supplémentaire doit récolter les pommes de terre sans tracteur, ce qui est plus difficile.
| Unité(s) de travail | Unité(s) de capital | Production | Production marginale |
| ------------------- | ------------------- | ---------- | -------------------- |
| 1                   | 2                   | 50         | 50                   |
| 2                   | 2                   | 110        | 60                   |
| 3                   | 2                   | 135        | 25                   |
| 4                   | 2                   | 150        | 15                   |
| 5                   | 2                   | 155        | 5                    |
| 6                   | 2                   | 155        | 0                    |

Prenons un autre exemple : supposons qu'un exploitant agricole a le choix de s'implanter sur des terres de différentes qualités. Ce dernier, s'il est rationnel, va chercher en premier lieu à exploiter les terres les plus fertiles, présentant les meilleurs rendements. Or, à mesure que l'exploitant va élargir son exploitation, il va devoir s'implanter sur des terres de moins en moins fertiles qui n'ont pas été sélectionnées initialement, ce qui correspond à une diminution de la productivité marginale de la terre, donc à une situation de rendements décroissants.

### Modélisation mathématique
En économie, la continuité est rarement une hypothèse réaliste, car les facteurs de production se mesurent souvent en unités entières : par exemple, le nombre de travailleurs ou de machines. En mathématiques, cela se traduit par une fonction de rendements définie sur un ensemble de variables discrètes. On peut notamment utiliser une fonction sous-modulaire.
Lorsqu'on raisonne sur de grandes quantités, l’hypothèse de continuité peut devenir acceptable. La loi des rendements décroissants peut alors être illustrée par une courbe continue décroissante, comme dérivée de la fonction de production qui est donc concave.

## Limites
Certains voient une limite à la loi des rendements décroissants dans le fait que celle-ci implique l'évolution de l'économie vers un état stationnaire et que celui-ci n'est encore jamais advenu. Toutefois, la tendance baissière de long terme observée sur la croissance du PIB mondial est parfaitement compatible avec la théorie. L'avenir dira si la croissance économique se stabilise à zéro et si l'économie mondiale atteint, de fait, un état stationnaire.
Afin d'expliquer la croissance économique de long terme constatée, le modèle de Solow et Cobb-Douglas ont ajouté un facteur technologique (ou progrès technique) pour « contourner » ce que certains interprètent comme une limite théorique à la loi des rendements décroissants. Un exemple fréquemment utilisé pour affirmer la limite de la théorie et souligner la prépondérance du progrès technique est celui de l'innovation en agriculture : chaque innovation dans la production d'engrais et la mécanisation des récoltes a permis d'enrayer les rendements agricoles décroissants. Toutefois, cette argumentation aussi a ses limites étant donné que les rendements agricoles mondiaux sont justement en train de décroître, et pour certains de stagner, pour de multiples raisons, dont les pratiques agricoles non soutenables, l'érosion des sols et le dérèglement climatique.

## Exemples historiques
En l’absence de progrès technique lors de certaines périodes historiques, la loi des rendements décroissants a pu être observée de manière empirique. 
Les rendements agricoles décroissants aux États-Unis ont été un des facteurs de la migration des colons vers l'Ouest[réf. nécessaire].  
Entre la fin du XVIIIe siècle et le début du XIXe, la Chine est bloquée au stade de proto-industrialisation à cause des rendements agricoles décroissants[réf. nécessaire]. 
La loi des rendements décroissants permet d'expliquer la productivité horaire "observée" française relativement élevée. Les économistes Renaud Bourlès et Gilbert Cette montrent qu'en raison du relativement plus faible nombre d'heures travaillées en France, et de son plus faible taux d'emploi par rapport aux États-Unis par exemple, la France voit sa productivité horaire observée presque au même niveau que celle américaine alors que sa productivité horaire "structurelle" est significativement plus faible. En effet, l'emploi est sujet à la loi des rendements décroissants. Les travailleurs les plus productifs sont les premiers à être intégrés sur le marché du travail. Ainsi un faible taux d'emploi exclut du marché du travail les travailleurs moins productifs dont la productivité ne sera alors pas mesurée par les statistiques nationales. Le nombre d'heures travaillées est également sujet à la loi des rendements décroissants. Chaque nouvelle heure travaillée est moins productive que la précédente. Ainsi, un plus faible nombre d'heures travaillées augmente la productivité horaire moyenne mesurée. 
Le rendement des champs pétrolifères suit la loi des rendements décroissants[réf. nécessaire].
Au Brésil, la déforestation de l'Amazonie est due aux rendements décroissants des terres agricoles qui sont surexploitées et dont la qualité ne cesse de décroître. Cela conduit les agriculteurs à étendre toujours plus leur exploitation pour enrayer la baisse de leurs revenus.

## Autres applications
La popularité du concept de rendements décroissants est due au fait qu'il consiste en variables muettes : le rendement et ses facteurs de productions peuvent être appliqués à de nombreux champs.
Par exemple, l’utilité marginale est la satisfaction que donne, dans une série, la dernière unité consommée. Elle se mesure par une différence d’utilité totale entre deux quantités de bien. Si, par exemple, ma satisfaction passe de 0 à 10 en buvant un verre de vin, l’utilité marginale du premier verre est de 10. Si ensuite, le second verre de vin que je bois porte ma satisfaction cumulée à 15, l'utilité marginale du second verre est de 5, montrant l'utilité marginale décroissante du vin.
L'économiste Paul Collier applique le concept à l'aide publique. Il explique que l'aide au développement envoyée à l'Afrique connaît des rendements décroissants. Chaque tranche d'aide supplémentaire a des effets plus faibles que la précédente.
Elle est en contradiction avec la théorie de la répartition néoclassique issue de travaux de John Bates Clark Medal qui s'appuie sur des rendements constants afin de justifier l'épuisement du produit.